# تپه دهنو ۲
تپه دهنو ۲ مربوط به دوره نوسنگی است و در شهرستان ملایر، بخش سامن، دهستان حرم رود سفلی، روستای دهنو آورزمان واقع شده و این اثر در تاریخ ۲۶ اسفند ۱۳۸۷ با شمارهٔ ثبت ۲۶۱۴۹ به‌عنوان یکی از آثار ملی ایران به ثبت رسیده است.